# (91890) Kiriko Matsuri
(91890) Kiriko Matsuri est un astéroïde de la ceinture principale.

## Description
(91890) Kiriko Matsuri est un astéroïde de la ceinture principale. Il fut découvert le 4 novembre 1999 à Yanagida par Akira Tsuchikawa. Il présente une orbite caractérisée par un demi-grand axe de 3,00 UA, une excentricité de 0,12 et une inclinaison de 11,7° par rapport à l'écliptique.

## Compléments